# Mancelona
Mancelona est un village du comté d'Antrim, dans l'État du Michigan, aux États-Unis. En 2020, il comptait une population de 1 344 habitants.